# Sachertorte
Sachertorte er en chokoladekage skabt af Franz Sacher i 1832 til Klemens Wenzel von Metternich i Wien i Østrig. Det er en af de mest berømte kulinariske specialiteter fra Wien.

## Indhold
Kagen består af to tykke lag ikke for sød chokoladedej med et tyndt lag abrikosmarmelade imellem og med mørk chokoladeglasur med chokoladekrymmel oven på og på siderne. Den serveres med flødeskum uden sukker, da kagen er for tør til at blive spist alene.
Varemærket for Sachertorten blev registreret til Hotel Sacher, som blev bygget i 1876 af Franz Sachers søn. Indtil 1965 var Hotel Sacher involveret i en lang juridisk kamp mod Demel, der havde produceret "den originale Sachertorte". Hvor Demel havde opskriften fra vides ikke med sikkerhed. I dag sælger Demel kagen som "Demels Sachertorte", og med den forskel at abrikosmarmeladen ligger lige under glasuren.